# Eisenbahnunfall von Granges-Marnand
| Der NPZ-Steuerwagen wurde um einen Drittel zusammengestaucht. |  |                                           |                                           |
| |  |                                           |                                           |
| \| \| \| Streckengleis von Payerne \| \| \| \| \| \| \| \| \| \| bewachter Bahnübergang \| \| \| \| \| Haltepunkt der \| \| \| \| \| S-Bahn 12976 nach Lausanne \| \| \| \| \| auf Gleis 1 \| \| \| \| \| \| \| \| \| \| \| \| \| \| \| \| \| \| \| \| \| \| \| \| \| \| \| \| \| \| Weiche 3 (rechts), auf Ablenkung stehend \| \| \| \| \| Weiche 1 \| \| \| \| \| Kollisionspunkt bei Weiche 1 \| \| \| \| \| für Zug 12976 geschlossenes Ausfahrsignal \| \| \| \| \| abgestellte Güterwagen \| \| \| \| \| auf Gleis 6 \| \| \| \| \| \| \| \| \| \| leichte Linkskurve \| \| \| \| \| Regio-Express 4049 nach Payerne \| \| \| \| \| geplante Durchfahrt auf Gleis 2 \| \| \| \| \| \| \| \| \| \| \| \| \| \| \| Streckengleis nach Moudon \| \| \| Situationsplan der Unfallstelle im Bahnhof Granges-Marnand[1] \| \| \| \| |  |                                           |                                           |
| |  | Streckengleis von Payerne                 |                                           |
| Abzweig ehemals geradeaus und nach links · Strecke von rechts |  |                                           |                                           |
| Bahnübergang (Strecke außer Betrieb) · Bahnübergang |  | bewachter Bahnübergang                    | bewachter Bahnübergang                    |
| Strecke |  | Haltepunkt der                            | Haltepunkt der                            |
| Strecke |  | S-Bahn 12976 nach Lausanne                | S-Bahn 12976 nach Lausanne                |
| ehemalige Überleitstelle / Spurwechsel links · Strecke |  | auf Gleis 1                               | auf Gleis 1                               |
| Strecke (außer Betrieb) · Strecke · Strecke |  |                                           |                                           |
| Strecke (außer Betrieb) · Strecke (außer Betrieb) · Strecke · Strecke |  |                                           |                                           |
| Strecke (außer Betrieb) · Strecke (außer Betrieb) · Strecke · Strecke |  |                                           |                                           |
| Strecke (außer Betrieb) · Strecke (außer Betrieb) · Strecke · Strecke |  |                                           |                                           |
| Strecke (außer Betrieb) · Strecke (außer Betrieb) · Strecke · Strecke |  |                                           |                                           |
| Strecke nach links (außer Betrieb) · Abzweig geradeaus und von rechts (Strecke außer Betrieb) · Abzweig geradeaus und von links · Strecke nach rechts |  | Weiche 3 (rechts), auf Ablenkung stehend  | Weiche 3 (rechts), auf Ablenkung stehend  |
| Abzweig geradeaus und nach links (Strecke außer Betrieb) · Abzweig geradeaus und ehemals von rechts |  | Weiche 1                                  | Weiche 1                                  |
| |  | Kollisionspunkt bei Weiche 1              |                                           |
| Grenze |  | für Zug 12976 geschlossenes Ausfahrsignal | für Zug 12976 geschlossenes Ausfahrsignal |
| Strecke |  | abgestellte Güterwagen                    | abgestellte Güterwagen                    |
| Strecke |  | auf Gleis 6                               | auf Gleis 6                               |
| Strecke |  |                                           |                                           |
| Strecke von links · Strecke nach rechts |  | leichte Linkskurve                        | leichte Linkskurve                        |
| |  | Regio-Express 4049 nach Payerne           |                                           |
| |  | geplante Durchfahrt auf Gleis 2           |                                           |
| |  |                                           |                                           |
| ehemalige Überleitstelle / Spurwechsel rechts |  |                                           |                                           |
| Strecke geradeaus |  | Streckengleis nach Moudon                 | Streckengleis nach Moudon                 |
| Situationsplan der Unfallstelle im Bahnhof Granges-Marnand |  |                                           |                                           |

Der Eisenbahnunfall von Granges-Marnand war eine Frontalkollision auf der Broyelinie am Abend des 29. Juli 2013. Eine ausfahrende S-Bahn Payerne–Lausanne stiess mit dem RegioExpress Lausanne–Payerne zusammen. Dabei kam ein Lokführer ums Leben. 26 Personen wurden verletzt, sechs davon schwer. Der Lokführer war trotz des Halt zeigenden Gruppenausfahrsignals abgefahren.

## Ausgangslage
Als 1975 das Elektromechanische Stellwerk in Granges-Marnand mit einem Domino-Aufsatz ergänzt wurde, waren die Personenzüge noch von einem Zugführer oder Kondukteur begleitet, der für das Schliessen der Türen verantwortlich war. Die Stationen waren bedient, und der Lokomotivführer erhielt vom Stationsvorstand die Abfahrerlaubnis. In den meisten Stationen – so auch in Granges-Marnand – beobachtet der Lokführer heute allein den Fahrgastwechsel, die Türschliessung und das Signalbild und entscheidet nach Vorgabe des Fahrplans über den Zeitpunkt der Zugabfahrt.
In der Station Granges-Marnand finden nur wenige Zugskreuzungen statt: Je zwei am Morgen und am Abend, wenn der Regio-Express Payerne–Lausanne in Hin- oder in Gegenrichtung verkehrt, und bei gelegentlich verkehrenden Güterzügen.
Das Gruppenausfahrsignal Richtung Moudon ist mehr als 300 Meter vom Haltepunkt der Züge am einzigen Perron entfernt. Obwohl die Züge auf diesem Abschnitt bereits auf eine ansehnliche Geschwindigkeit beschleunigen und sich das Ausfahrsignal 16 Meter hinter der letzten Weiche befindet, ist das Gruppenausfahrsignal mit Integra-Signum und nicht zusätzlich mit ZUB gesichert. Was damals üblich war und den gesetzlichen Vorgaben entsprach.
Die Ausfahrt Richtung Moudon liegt in einer leichten Rechtskurve, auf deren Innenseite am Tag des Unfalls vier abgestellte Güterwagen die Sicht beeinträchtigten.

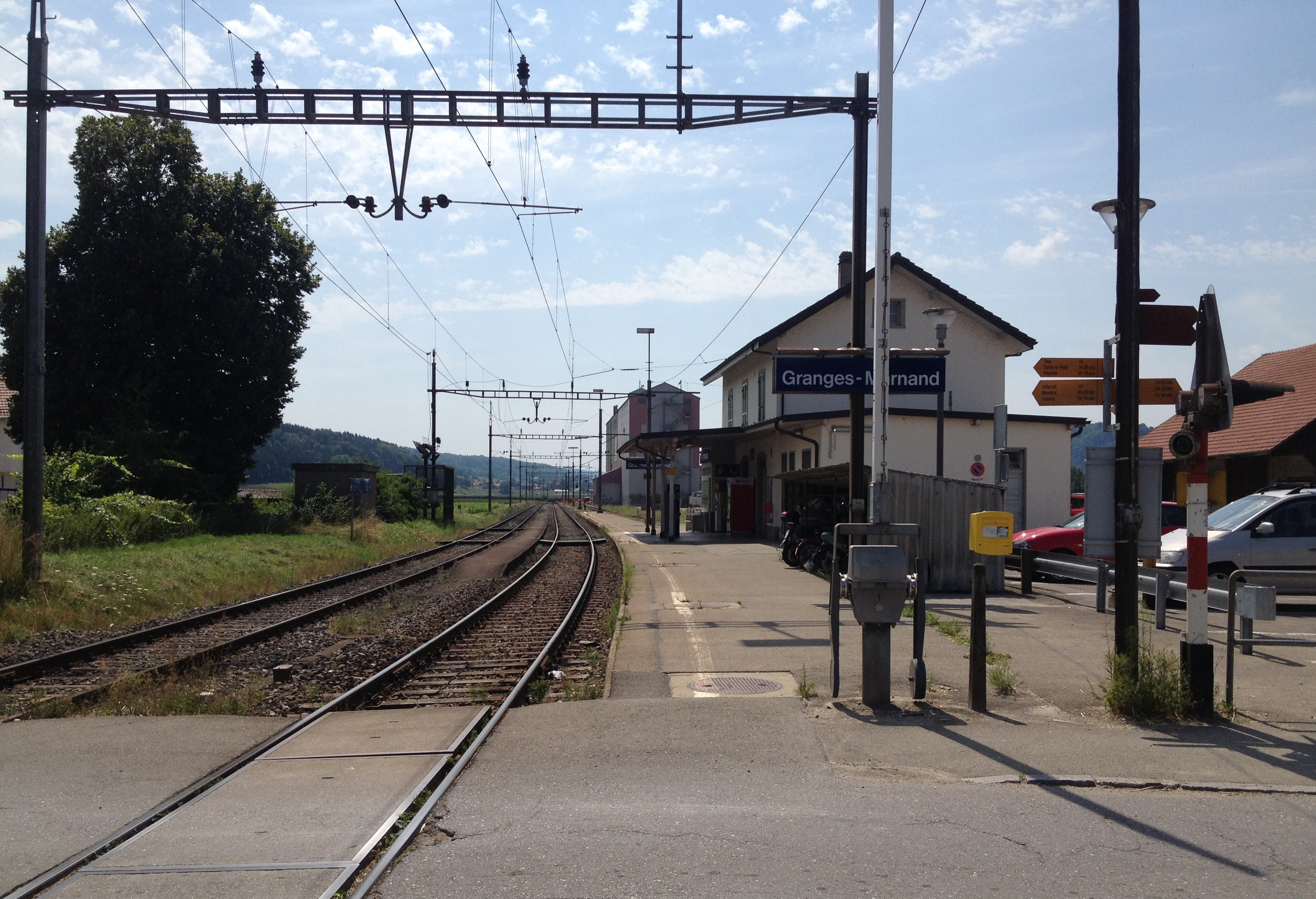
Trotz der ungewöhnlichen Gleisanlage ist der Bahnhof Granges-Marnand nicht mit ZUB gesichert.

Der Regio-Express wird planmässig in Palézieux Richtung Payerne und Romont geflügelt. Statt der dafür vorgesehenen dreiteiligen Domino-Züge mit automatischer Kupplung kam für Zug 4049 Lausanne–Palézieux–Payerne der getrennt fahrende vierteilige RBDe NPZ-France 562 002 zum Einsatz.
In den beiden Zügen befanden sich 45 Personen. Wegen der Sommerferien reisten weniger Fahrgäste als üblich. Weil der NPZ in Lausanne auf dem Kopfgleis 70 losfuhr, befanden sich vermutlich nur wenige Passagiere in dem weit vom Perronzugang entfernten Steuerwagen.

## Unfallhergang
Die von einem Domino-Zug gefahrene S-Bahn 12976 legte in Granges-Marnand planmässig auf Gleis 1 einen Halt ein. Nachdem der Fahrgastwechsel abgeschlossen war, nahm der Lokführer das weit entfernte, haltzeigende Gruppenausfahrsignal zur Kenntnis und klappte die Rückspiegel ein. In Gegenrichtung war eine Fahrstrasse für den Regio-Express 4049 eingestellt, der ohne Halt über Gleis 2 durchfahren sollte. Weil der Regio-Express dazu Weiche 3 in ablenkender Stellung befahren musste, war seine Geschwindigkeit auf 60 km/h signalisiert.

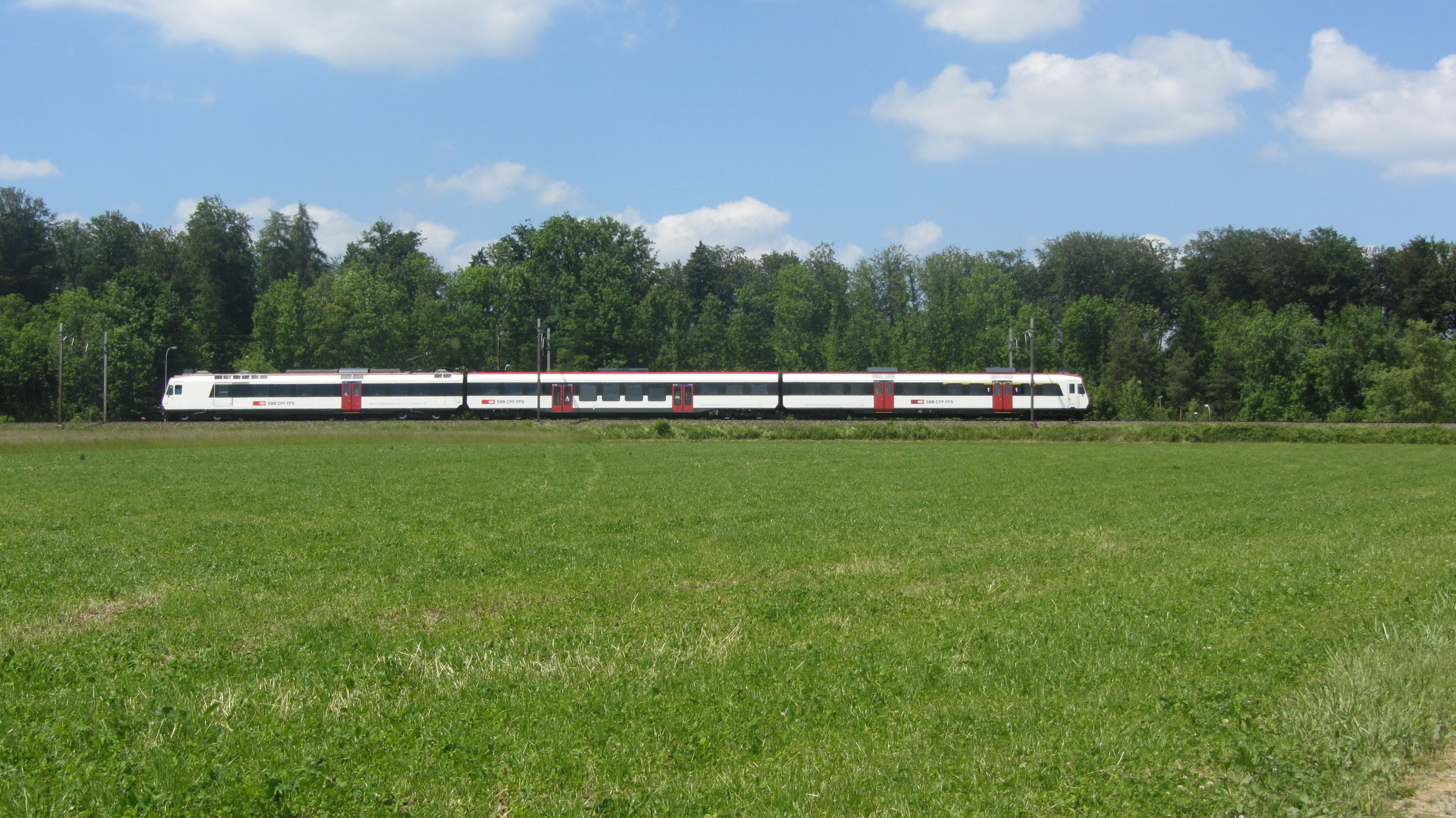
Für S-Bahn-Zug 12976 kam ein dreiteiliger Domino zum Einsatz.

Nach einer Wartezeit von etwas mehr als einer Minute war der Lokführer der S-Bahn irrtümlicherweise der Meinung, das Signal sei auf Fahrt gegangen und fuhr los. Dabei öffnete er die Aussenspiegel für eine Sichtprüfung, beobachtete die ZUB-Anzeige und beschleunigte den Zug. Weshalb der Lokführer irrtümlicherweise der Meinung war, dass das Gruppenausfahrsignal auf einen Fahrbegriff wechselte, wurde nie untersucht. Als seine Komposition eine Geschwindigkeit von 69 km/h erreicht hatte, nahm er den entgegenkommenden Regio-Express wahr, löste eine Schnellbremsung aus und flüchtete in das Gepäckabteil des Triebwagens RBDe DO 560 213. Die Kollision ereignete sich nach 84 Metern bei einer Geschwindigkeit von 60 km/h. Beim Gegenzug wurde mit 55 km/h eine Schnellbremsung eingeleitet. Bis zum Zusammenstoss bei der Weiche 1 legte der Regio-Express noch 40 Meter zurück und hatte eine Geschwindigkeit von 45 km/h.
Durch die Wucht des Zusammenpralls wurde der NPZ-Steuerwagen Bt 29-35 950 bis hinter die vordere Eingangstüre zusammengestaucht. Dessen tödlich verletzter Lokführer konnte erst nach Stunden geborgen werden. Durch die Kollision wurden die beiden Zwischenwagen getrennt und die hintere Zughälfte mit dem NPZ-Triebwagen RBDe 562 002 um 57 Meter zurückgeschoben. 26 Personen wurden verletzt, 6 davon schwer. Sie wurden in die umliegenden Spitäler gebracht.

## Folgen

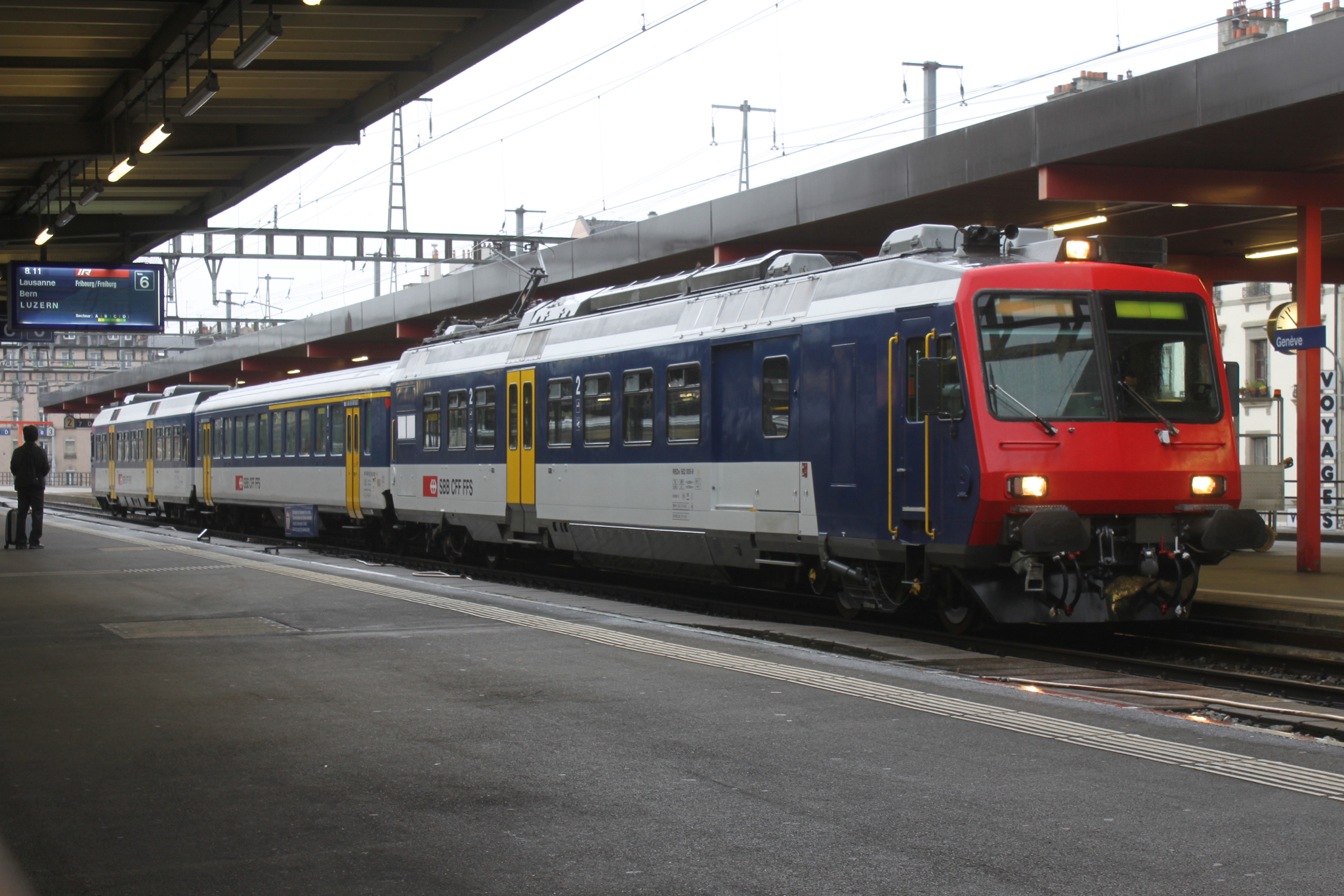
Der Regio-Express 4049 wurde von einem NPZ 562 gefahren.

Die Strecke Payerne–Moudon war bis am Abend des 30. Juli unterbrochen. Die Unfallfahrzeuge wurden ins Industriewerk Yverdon-les-Bains abtransportiert. Die SBB schätzten den Schaden auf 8 Millionen Franken.
Am 1. Oktober führten die SBB in Granges-Marnand und sechs weiteren Bahnhöfen mit ähnlichen Bedingungen das sogenannte Vier-Augen-Prinzip ein. Die Lokführer von haltenden Zügen werden über bevorstehende Zugskreuzungen informiert. Der Fahrdienstleiter, der auch das örtliche Stellwerk bedient, erteilt dem Lokführer mit einer Handtafel, die einen Stern zeigt, die Abfahrerlaubnis. Die betroffenen Stationen sind in der  Streckentabelle RADN mit CR (Croisement/Kreuzung) bezeichnet. Die SBB bezeichneten die Massnahme als Übergangslösung bis zur Umsetzung technischer Verbesserungen. Mit dem Fahrplanwechsel im Dezember 2013 wurde in weiteren fünf Bahnhöfen die Ankündigung der Abfahrerlaubnis durch den Fahrdienstleiter eingeführt.
Zudem haben die SBB entschieden, 21 nicht besetzte Bahnhöfe mit ähnlichen Verhältnissen wie in Granges-Marnand mit einer Geschwindigkeitsüberwachung auszurüsten.
Der Unfall Granges-Marnand veranlasste die SBB, eine Warn-App für die LEA zu entwickeln, welche die Lokführer bei der Abfahrt vor einem Halt zeigenden Ausfahrsignal warnt.
Im Juni 2014 wurden die durch den Unfall schwer beschädigten Fahrzeuge schliesslich abgebrochen.

## Varia
Am Morgen des 16. September 2013 ist es auf der Nordseite des Bahnhofs Granges-Marnand beinahe wieder zu einer Frontalkollision gekommen. Zug 12913 Lausanne–Payerne fuhr nach dem Halt auf Gleis 1 trotz des geschlossenen Gruppenausfahrsignals los, während in Gegenrichtung der Regio-Express 4022 Payerne–Lausanne nahte. Das Stellwerk in Granges-Marnand ist noch mit einer Taste ausgerüstet, mit der sich die Stromzufuhr unterbrechen lässt. Der Fahrdienstleiter machte von der Taste Gebrauch und brachte Zug 12913 zum Halten, bevor es zur Kollision kam.